# Take a Bow (Madonna)
Take a Bow è una canzone di Madonna del 1994, secondo singolo estratto dall'album Bedtime Stories, ed incluso nelle raccolte successive GHV2 e Celebration.
Take a Bow riscosse grande successo negli Stati Uniti, rimanendo alla posizione numero 1 della Billboard Hot 100 per sette settimane consecutive, un record personale per Madonna. Si tratta inoltre del quarto singolo di Madonna di maggior successo di sempre nella classifica americana.
Madonna si esibì in Italia con questa ballata al Festival di Sanremo 1995 come ospite internazionale, dando al singolo una spinta sul mercato italiano.

## Descrizione
Take a Bow è scritta, prodotta e cantata insieme al produttore Babyface, famoso per le collaborazioni con Mariah Carey e TLC. La canzone tratta il tema dell'addio: Madonna dice addio a una persona che ha dato per scontato il suo amore. La canzone richiama il verso "Tutto il mondo è un palcoscenico e gli uomini e le donne sono solo attori" della commedia pastorale di Shakespeare Come vi piace. Nel libro "Madonna: An Intimate Biography" Randy Taraborelli descrive il testo della canzone come cupo e sarcastico riguardo ad un amore non ricambiato, in cui Madonna invita il soggetto che non ricambia il suo amore a "fare un inchino" per eseguire uno spettacolo trasparente nella vita e nell'amore".

## Il video
Nel video di Take a Bow Madonna interpreta una donna innamorata di un torero, interpretato da Emilio Muñoz, attore e torero nella vita reale. Registrato nelle plaza de toros di Antequera e di Ronda, il video ha suscitato le proteste della protezione animali per l'uso dei tori che poteva stimolare e promuovere la pratica della corrida. Madonna ha risposto alle polemiche comprando i tre tori usati nel video. Hanno protestato anche i gruppi femministi per la scena del video in cui la popstar viene sottomessa dal torero.

## Promozione
Madonna eseguì il brano durante alcune apparizioni televisive per promuovere l'album Bedtime Stories: in una puntata del noto programma televisivo tedesco Wetten, dass..?, al Festival di Sanremo in Italia e agli American Music Award dove fu accompagnata dal produttore Babyface.
La canzone non fu inclusa nei tour successivi dell'artista sino al Rebel Heart Tour quando Madonna la inserì nelle tappe in Asia e in Oceania, figurando anche nella scaletta dello show esclusivo Tears of a Clown tenutosi a Melbourne il 10 marzo 2016.
Il brano fa parte della scaletta degli spettacoli americani del The Celebration Tour (2023-2024).

## Accoglienza e successo commerciale
Il singolo, mantenne la prima posizione per ben 7 settimane nella Billboard Hot 100. Inoltre raggiunse la n.1 in Canada, Messico e Giappone; minore invece fu il successo in Europa, dove non raggiunse quasi mai la top 10, tranne in Italia (n.2), Svizzera (n.8), Spagna (n.1), Lituania (n.4) e Danimarca (n.9).
Negli Stati Uniti, Take A Bow è l'ottavo singolo più venduto del 1995.

## Tracce
Il 6 dicembre 1994 venne pubblicato per il solo mercato giapponese a scopo promozionale per l'album Bedtime Stories, un EP intitolato Take a Bow Remixes, contenente alcuni remix di Take a Bow e Bedtime Story.
Take a Bow Remixes
1. Take a Bow (Indasoul Mix) – 4:57
2. Take a Bow (Album Edit) – 4:31
3. Take a Bow (Silky Soul Mix) – 4:11
4. Take a Bow (Indasoul Instrumental) – 4:56
5. Take a Bow (Silky Soul Instrumental) – 4:11
6. Take a Bow (Album Instrumental) – 5:21
7. Bedtime Story (Album Edit) – 4:08
8. Bedtime Story (Junior's Wet Dream Mix) – 8:33

## Classifiche
| Classifica (1994/1995) | Posizione massima |
| ---------------------- | ----------------- |
| Australia              | 15                |
| Austria                | 22                |
| Belgio                 | 19                |
| Canada                 | 1                 |
| Paesi Bassi            | 34                |
| Francia                | 25                |
| Germania               | 18                |
| Irlanda                | 17                |
| Italia                 | 2                 |
| Nuova Zelanda          | 9                 |
| Norvegia               | 13                |
| Polonia                | 1                 |
| Svezia                 | 19                |
| Svizzera               | 8                 |
| Regno Unito            | 16                |
| Stati Uniti            | 1                 |

### Classifica di fine anno
| Classifica (1994) | Posizione |
| ----------------- | --------- |
| Italia            | 37        |
| Classifica (1995) | Posizione |
| Canada            | 3         |
| Svizzera          | 37        |
| Stati Uniti       | 8         |

### Classifiche decennali
| Classifica (1990–1999) | Posizione |
| ---------------------- | --------- |
| Stati Uniti            | 24        |

## Cover
Nel 1995 la cantante serba Bebi Dol realizza una fortunatissima cover in serbo del brano, intitolata Pokloni se (il significato è lo stesso: «Fai un inchino»), inserendola nel suo album più famoso, Ritam srca.